# أحمد بنبوشتة
أحمد بن إدريس بنبوشتة (1909 - 1973) سياسي مغربي، أحد الموقعين على وثيقة الاستقلال المغربية.  كان وزيراً للداخلية في الحكومة العمراني الأولى. كما كان عاملا على عمالة فاس.‘‘
تم إطلاق النار عليه في محاولة انقلاب الصخيرات عام 1971.

## جوائز وتشريفات
- وسام العرش من درجة فارس.